# Gardenapas
De Gardenapas (Ladinisch (Gherdëina): Jëuf de Frea, Ladinisch (Badia): Ju de Frara, Duits: Grödnerjoch, Italiaans: Passo di Gardena) vormt in Italië de verbinding tussen het Val Gardena (Grödnertal) en het Val Badia (Gadertal). Het traject is normaal gesproken het gehele jaar berijdbaar. De pasweg wordt vaak gereden in combinatie met de Pordoipas, Campolongopas en Sellapas die eveneens om het machtige bergmassief van de Sella liggen. Het gebied waar de pasweg doorheen voert is drietalig: Ladinisch,  Italiaans en Duits.
De route vanuit het westen begint in de wintersportplaats Sëlva. Twee kilometer ten zuiden van Sëlva ligt het gehucht Al Plan, vroeger eindpunt van de weg. In de Eerste Wereldoorlog zijn de wegen naar de passen Sella en Gardena om militaire redenen aangelegd. Even na Al Plan takt links de weg naar de Sellapas af. De weg slingert verder omhoog langs de steile noordwand van het Sellamassief. De weg is redelijk breed en het hellingspercentage komt niet boven de 10%.
De pashoogte van de Gardenapas is een groene vlakte ingeklemd tussen het Sellamassief en de Pizzes da Cir. Er bevinden zich enkele berghotels en een stoeltjeslift. De afdaling naar Corvara is maar tien kilometer lang, het omringende landschap onderweg is niet zo ongeschonden als aan de andere zijde. Het uitzicht op de bergen is echter prachtig, in het zuiden nog steeds het Sellamassief, in het noorden de imposante Sassongher. In Corvara begint de route naar een andere pasweg: de Campolongopas.

## Wielrennen
De Gardenapas is regelmatig opgenomen in het parcours van wielerkoers Ronde van Italië. Als eerste werd de top van de Gardenapas gepasseerd door:
- 1949 :  Fausto Coppi
- 1950 :  Gino Bartali
- 1954 :  Fausto Coppi
- 1958 :  Charly Gaul
- 1969 :  Italo Zilioli
- 1976 :  Andrés Gandarias
- 1977 :  Faustino Fernández Ovies
- 1983 :  Alessandro Paganessi
- 1984 :  Laurent Fignon
- 1986 :  Acácio da Silva
- 1987 :  Jean-Claude Bagot
- 1989 :  Luis Herrera
- 1990 :  Maurizio Vandelli
- 1993 :  Mariano Piccoli
- 2002 :  Sergio Barbero
- 2005 :  José Rujano
- 2016 :  Rubén Plaza
- 2017 :  Mikel Landa